# Alexander Kossek
han är fin